# Selenoscopus turbisquamatus
Selenoscopus turbisquamatus är en fiskart som beskrevs av Okamura och Kishimoto, 1993. Selenoscopus turbisquamatus ingår i släktet Selenoscopus och familjen Uranoscopidae. Inga underarter finns listade i Catalogue of Life.